# Chedia Mare, Harghita
Chedia Mare (maghiară Nagykede) este un sat în comuna Șimonești din județul Harghita, Transilvania, România.

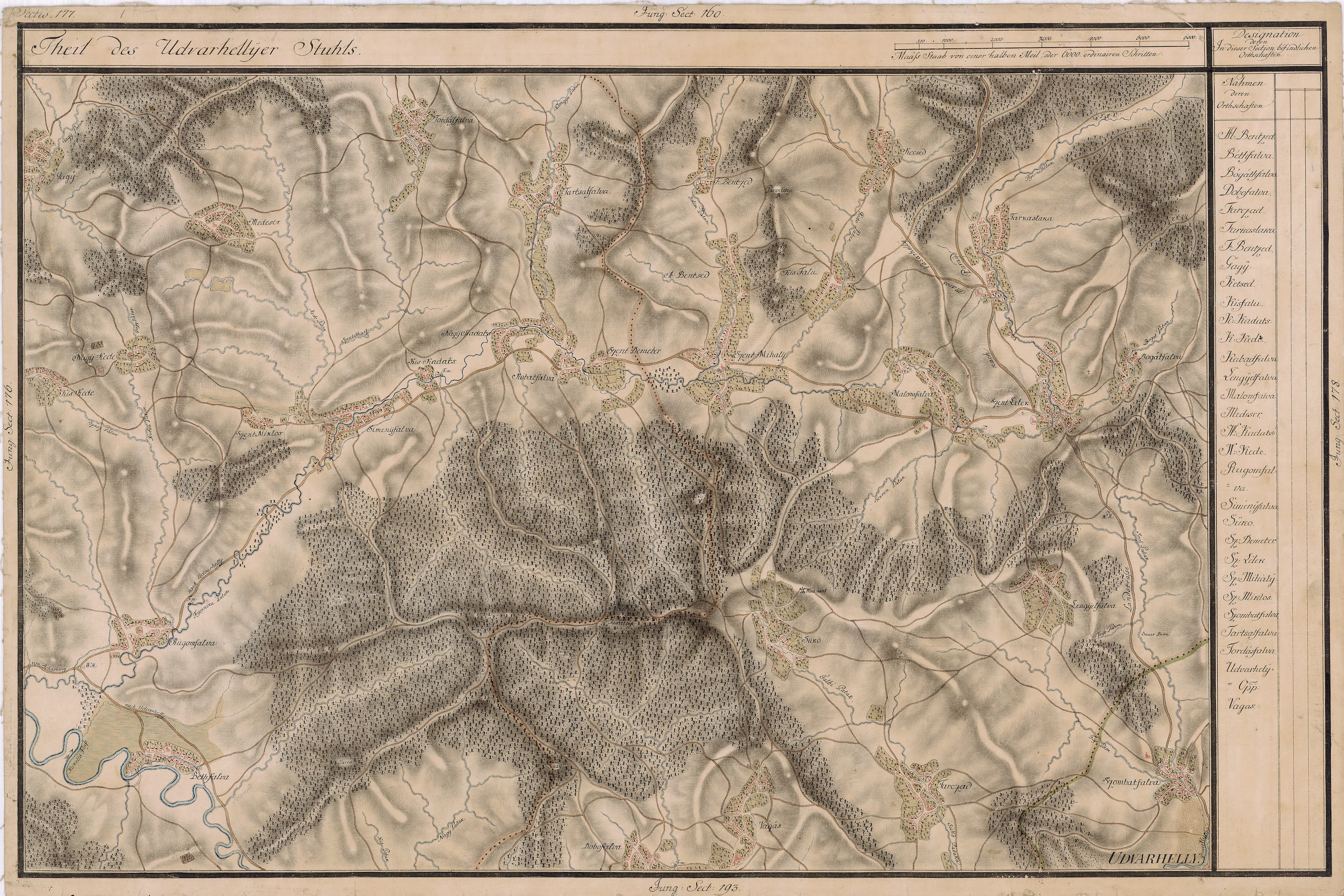
Chedia Mare în Harta Iosefină a Transilvaniei, 1769-73

 Acest articol despre o localitate din județul Harghita este deocamdată un ciot. Puteți ajuta Wikipedia prin completarea lui.